# Miriam van Staden
Miriam van Staden (ur. 1969) – holenderska językoznawczyni, specjalizująca się w językach wschodniej Indonezji. Zajmuje się seryjnymi konstrukcjami czasownika i sposobem wyrażania zdarzeń w językach papuaskich i austronezyjskich.
Piastuje stanowisko starszego doradcy w Holenderskiej Akademii Komunikacji Rządowej. Doktoryzowała się w 2000 r. na podstawie pracy Tidore: a linguistic description of a language of the North Moluccas. Jest autorką pierwszej kompletnej gramatyki języka zachodniopapuaskiego używanego poza ścisłym rejonem Nowej Gwinei, tj. języka tidore. Opis daje wgląd w to, jak język może łączyć elementy dwóch rodzin językowych, oraz porusza szereg kwestii związanych z dwujęzycznością i kontaktem językowym, rzadko omawianych w ramach gramatyki opisowej.

## Wybrana twórczość
- Where does Malay end and Tidore begin? (1998, w: Perspectives on the Bird’s Head of Irian Jaya, Indonesia; Proceedings of the Conference, Leiden, 13–17 October 1997) ISBN 90-420-0644-7[8]
- Tidore: a linguistic description of a language of the North Moluccas (2000)[6]
- The body and its parts in Tidore, a Papuan language of Eastern Indonesia (2006)[9]
- ‘Please open the fish’: Verbs of separation in Tidore, a Papuan language of Eastern Indonesia (2007)[10]
- Grounding objects in space and place: locative constructions in Tidore (2007)[11]
- East Nusantara as a linguistic area (2008, w: From Linguistic Areas to Areal Linguistics) ISBN 978-90-272-3100-0[12]
- Possessive clauses in East Nusantara, the case of Tidore (2009, w: Expression of Possession) ISBN 978-3-11-021323-2[13]
- A Grammar of Tidore (2010) ISBN 978-3-11-021856-5[7]
- Tidore: Non-contrastive Demonstratives (2018, w: Demonstratives in Cross-Linguistic Perspective) ISBN 978-1-108-42428-8[14]